# Casa de Dunkeld

Casa Dunkeld este o dinastie construită de istorici pentru a ilustra succesiunea clară a regilor Scoției din 1034 până în 1040 și din 1058 până în 1290.
Din punct de vedere genealogic, dinastia Dunkeld s-a format odată cu Duncan I al Scoției care provenea dintr-un clan agnatic diferit de predecesorul său și bunicul matern, Malcolm al II-lea al Scoției. Cu toate acestea, domnia lui Duncan, fiul lui Malcolm al III-lea al Scoției, care s-a întâmplat să aibă loc la începutul perioadei de influență puternică a Regatului Angliei, a fost văzută ca un început nou.
În timpul Casei Dunkeld, succesiunea la tronul scoțian a evoluat în primogenitură în loc de tradiția irlandeză-celtică și a tradiției picților. Dinastia Dunkeld a venit la putere într-un moment în care regatul era fragmentat, amenințările din afară creșteau și unde unele monarhii începuseră să inițieze un guvern mai centralizat.
Primul rege ale acestei noi dinastii a fost Malcolm al III-lea al Scoției, care a stabilit ca succesorul său să fie fiul lui mai mare. Aceste decizii politice au redus conflictele din interiorul familiei regale. Membrii dinastiei au consolidat unirea și independența Scoției, în ciuda mai multor ciocniri cu vechea Anglie. Căderea dinastiei Dunkeld a început în 1286, atunci când Alexandru al III-lea a murit într-un accident de călărie. Regele nu a avut fii supravietuițori ci doar o nepoată în vârstă de trei ani, Margareta, prințesă de Norvegia. Temându-se de influența lui Eric al II-lea al Norvegiei, tatăl ei și nobilii Scoțieni au apleat la ajutorul lui Eduard I al Angliei. Margareta a fost logodită cu viitorul Eduard al II-lea al Angliei însă ea a murit la scurt timp după sosirea în Scoția.
Dinastia s-a încheiat în momentul în care familiile imigrante feudale au ajuns la un nivel material aproape la fel de mare ca regii iar beneficiile sistemului feudal doreau să garanteze mai bine pozițiile lor, drepturile și proprietățile.
După încheiarea dinastiei Dunkeld, Scoția a intrat în primul război de independență împotriva Angliei.

## Regii Casei Dunkeld

### Duncan I al Scoției

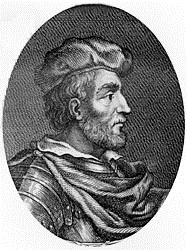
Duncan I al Scoției

Aderarea sa la tronul Scoției este un exemplu de moștenire a tronului în linie directă. Duncan este cunoscut de obicei, datorită conexiunii sale cu Macbeth, imortalizat de William Shakespeare. În domnia sa de șase ani a făcut gafe, pierzând bătălii importante. Duncan I s-a căsătorit cu Sibylla de Northumbria. Duncan a avut trei fii: Malcolm III Canmore, Donald III Ban și Maelmaire, Conte de Atholl. Fiecare din fii săi a a devenit rege.
Pe 14 august 1040, Duncan, în fruntea unei armate între 5.000 și 10.000 de persoane a poposit la Thorfinn Burghead. Duncan a fost învins, iar „Orkneyinga Saga”  ne raportează faptul că a fost omorât de proprii oameni după această bătălie. Ipoteza conform căreia el ar fi fost asasinat în castelul lui Macbeth este puțin probabilă. Duncan și-a condus țara în războaie de la nord la sud, pierzând patru bătălii: Durham, Deerness (pe mare), Thurso și Burghead. La două săptămâni de la moartea lui Duncan I, Macbeth a preluat tronul.

### Macbeth

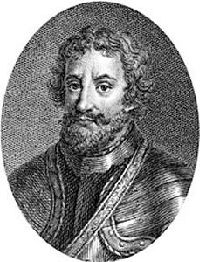
Macbeth al Scoției

Macbeth a fost fiul Findláech-ului mac Ruaidrí, Mormaer de Moray. Despre mama lui, care nu este menționată în surse contemporane lui, se presupune că ar fi fost fiica regelui scoțian Malcolm al II-lea (Máel Coluim mac Cináeda). Acesta s-ar putea trage dintr-o nepoată a lui Malcolm, mai degrabă decât dintr-o fiică a sa.
Cel mai bătrân fiu al lui Duncan I, Malcolm III Canmore l-a omorât și el, la rândul său, pe Macbeth și a domnit între 1058 și 1093.

### Lulach al Scoției
Pare să fi fost un rege slab, așa cum sugerează și porecla sa. Cu toate acestea, el a fost primul rege al Scoției căruia i s-au înregistrat detaliile de încoronare, evenimentul având loc în luna august 1057, la Scone.
Lulach a fost fiul lui Gruoch al Scoției, din prima căsătorie cu Gille Coemgáin, și fiul vitreg a lui Macbeth. După moartea lui Macbeth din 1057, urmașii regelui l-au plasat pe Lulach pe tronul Scoției. Acesta a domnit doar pentru câteva luni înainte să fie asasinat de Malcolm al III-lea.

### Malcolm al III-lea al Scoției

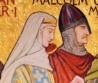
Margareta și Malcolm

Malcolm a devenit rege după ce l-a acuzat de trădare și l-a asasinat pe Lulach al Scotiei, lângă Huntly pe 23 aprilie 1058.
Conform raportărilor lui Orderic Vitalis, una dintre primele acțiuni ale lui Malcom ca rege a fost călătoria sa spre sud, la curtea lui Eduard Confesorul, în 1059, pentru a aranja o căsătorie cu ruda lui Eduard, Margatera, care ajunsese în Anglia după ce petrecuse câțiva ani în Ungaria. Dacă această aranjare a căsătoriei era făcută în 1059, acest lucru ducea la un eșec, fiind explicată invazia scoțienilor la Northumbria în 1061, când Lindisfarne a fost jefuit.
Malcolm s-a căsătorit cu văduva lui Thorfinn Sigurdsson, Ingibiorg, o fiică a lui Finn Arnesson. Cei doi au avut un fiu, pe Duncan al II-lea, care avea să devină rege mai târziu. Unii comentatori medievali au susținut că Duncan ar fi fost nelegitim, însă această afirmație este o propagandă pentru a submina pretențiile urmașilor din partea celei de-a doua soție a lui Malcolm.
Deși Malcolm i-a acordat sanctuar lui Tostig Godwinson atunci când a fost alungat din Northumbrians, Malcolm nu a fost direct implicat în invazia împotriva Angliei de către Harald și Tostig în 1066, care s-a încheiat cu înfrângerea și moartea lor în bătălia de la Stamford Bridge. În 1068, el a acordat azil unui grup de exilați englezi care fugeau de William de Normandia, printre care se aflau Agatha, văduva lui Eduard Confesorul, nepotul său Eduard Exilatul și copii lui, Edgar Ætheling și surorile lui, Margareta și Cristina.
În 1069 exilații s-au întors în Anglia pentru a se alătura unei revolte răspândite în nord. La sfârșitul anului 1070, Malcolm s-a căsătorit cu sora lui Edgar, Margareta de Wessex, viitoarea Sfântă Margareta a Scoției.

### Donald al III-lea al Scoției
John de Fordun raportează că Donald a invadat regatul după moartea Margaretei și a asediat Edinburghul, capturându-i pe fii Margaretei. Regele Angliei, Edgar Atheling, îngrijorat pentru nepoții săi, i-a luat pe fii Margaretei și a lui Malcolm în Anglia, la curtea sa. Andrei Wyntoun susține că Donald a devenit rege și și-a alungat nepoții. Cronica anglo-saxonă înregistrează că Donald a fost ales rege și că i-a expulzat pe englezi de la curtea sa.
În luna mai 1094, nepotul lui Donald, Duncan, fiul lui Malcolm și a primei sale soții, Ingibiorg Finnsdottir, a invadat regatul în fruntea unei armate de anglo-normanzi și northumbrieni, ajutat de fratele său vitreg Edmund și de socrul său, Gospatric, Conte de Northumbria. Această invazie de succes urma să-l urce pe Duncan pe tron, însă o revoltă i-a învins și i-a obligat să se retragă. Duncan a fost ucis pe 12 noiembrie 1094 de Mael Petair. Analele Ulster spun că Duncan a fost ucis din ordinul lui Donald și a lui Edmund.
Donald a relauat puterea și probabil l-a desemnat ca moștenitor al său pe Edmund. Donald era un bărbat care se apropia de vârsta de 60 de ani, fără nici un moștenitor, ceea ce îl determină să numească unul. William de Malmesbury spune că Edmund a negociat pentru o jumătate de împărăție, sugerând că Donald i-a acordat nepotului său o porțiune pentru a guverna.

### Duncan al II-lea al Scoției

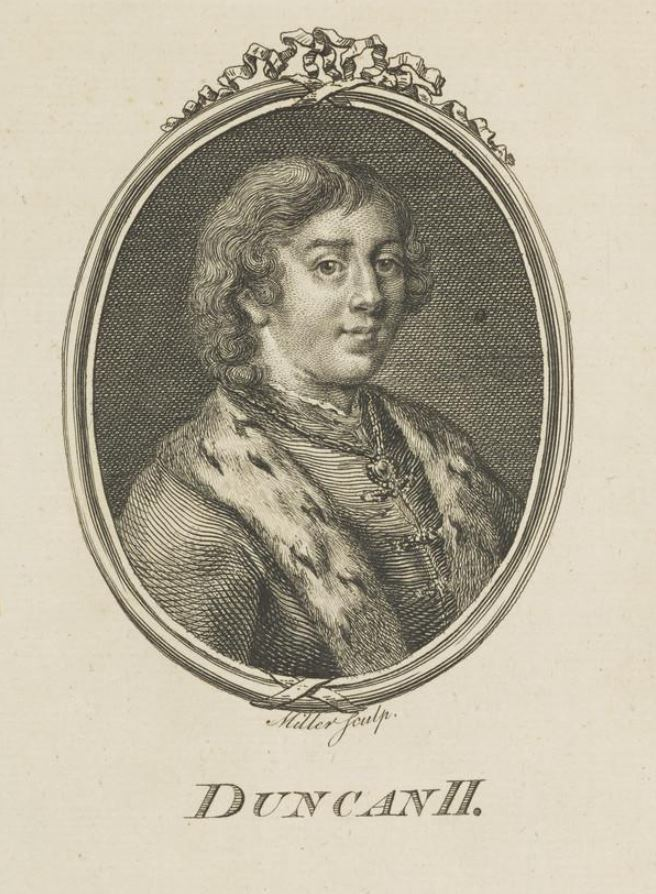
Duncan al II-lea al Scoției

În 1094, Duncan a condus o armată considerabilă, formată din cavaleri mercenari și infanterie. Mulți dintre acești soldați proveneau din Northumbria. La începutul verii aceluiași an, Duncan a condus armata într-o invazie în Scoția. Donald al III-lea și-a mobilizat proprii vasali și trupele rămase. Prima fază a războiului a avut loc în luna iunie, Duncan ieșind victorios. Donald al III-lea a fost forțat să se retragă spre nordul Scoției. Duncan al II-lea a fost încoronat rege la Scone, însă sprijinul și autoritatea sa nu s-au extind până în nord.
Prezența continuă a armatei străine a fost resimțită de către o mare parte a populației locale. Duncan al II-lea și-a petrecut cea mai mare parte a vieții sale în străinătate. În lunile din timpul domniei sale, proprietarii de terenuri și prelații s-au răsculat împotriva normanzilor. Armata străină nu s-a descurcat foarte bine în seria de revolte însă Duncan  a fost capabil să mențină tronul prin negociere cu rebelii. El a fost de acord cu termenii lor, trimițând marea majoritate a susținătorilor străini înapoi la William al II-lea.
Trimiterea trupelor sale a dus la un eșec. Donald al III-lea și-a petrecut lunile care au urmat reconstruindu-și armata și sprijinul politic. În noiembrie 1094, Donald a condus armata sa în sud și s-a confruntat cu nepotul său, iar pe 12 noiembrie, Duncan al II-lea a fost atacat și ucis în luptă, murind după o domnie de șapte luni. Sursele primare sunt neclare cu privire la modul exact al decesului său. Analele Inisfallen raportează că Duncan, fiul lui Malcolm, regele de Alba, a fost ucis de Donald, fiul lui Duncan. În același timp, Donald a preluat domnia din Alba. Analele Ulster raportează că Duncan, fiul lui Malcolm, regele Scoției, a fost ucis de proprii săi frați, Donald și Edmund. Deși Duncan nu a avut frați cu acest nume, este posibil să fie vorba de Donald al III-lea și de fratele său vitreg Edmund al Scoției, deși textele de mai târziu identifică un nobil cu numele de Lael Petair de Mearns ca fiind cel care l-a ucis cu adevărat.

### Edgar al Scoției

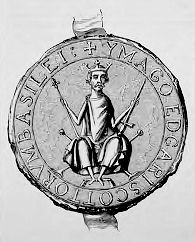
Edgar al Scoției

Edgar și-a început domnia la începutul anului 1095, după asasinarea fratelui său vitreg Duncan al II-lea al Scoției la sfârșitul anului 1094, de către Mael Petair de Mearns, un susținător al unchiului său, Donald al III-lea al Scoției. Fratele sau mai mare Edmund a trecut de partea lui Donald, probabil în schimbul unui domeniu feudal și a recunoașterii sale ca moștenitor a lui Donald.
Edgar a primit sprijin din partea lui William al II-lea Rufus așa cum primise și Duncan înaintea sa. Cu toate acestea, regele englez era ocupat cu o revoltă condusă de Robert de Mowbray, Conte de Northumbria, care pare să fi avut suportul lui Donald și a lui Edmund. Rufus a mers într-o campanie în nordul Angliei, în timp ce Edgar a câștigat controlul celor din Lothian.
Pretențiile lui Edgar au fost susținute de frații săi, Alexandru și David, și de unchiul lor Edgar Atheling.

### Alexandru I al Scoției

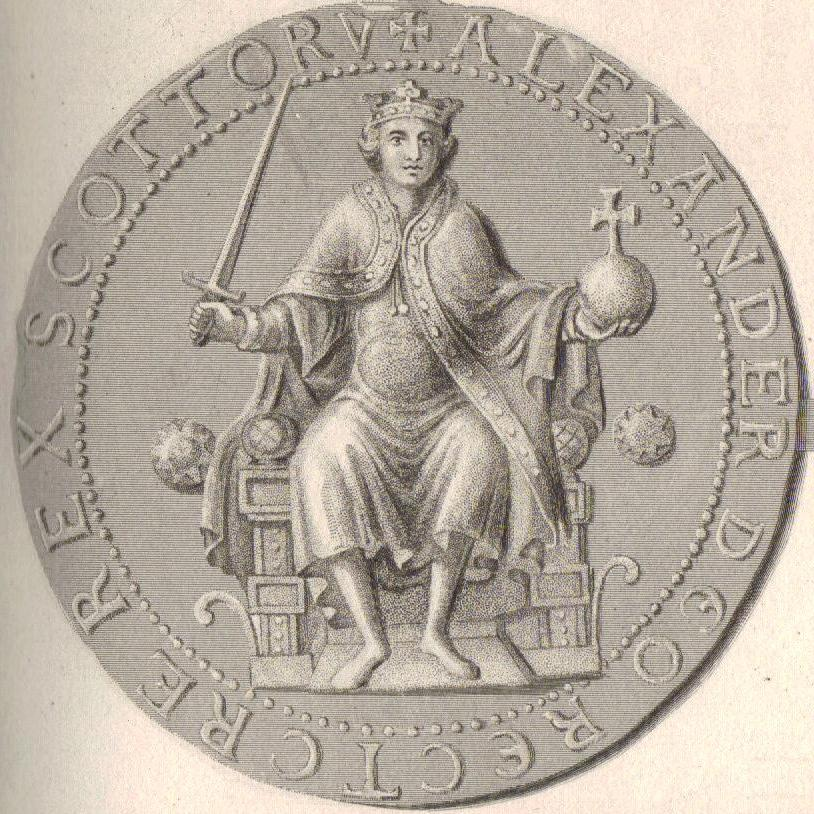
Alexandru I al Scoției

La moartea lui Edgar în 1107, el a fost succesorul tronului scoțian, iar în conformitate cu instrucțiunile lui Edgar, fratelui lor, David, i s-a acordat o feudă în sudul Scoției. Edgar i-a acordat lui David terenurile fostului regat al Strathclyde sau Cumbria, iar acest lucru a fost acceptat de Alexandru și de către cumnatul lor, regele Henric I al Angliei. În 1113, probabil la instigarea lui Henric și cu sprijinul aliaților săi anglo-saxoni, David a cerut și a primit terenuri suplimentare în Lothian, lângă Tweed și Teviot. David nu a primit titlul de rege ci de prinț de Cumbrian, iar pământurile sale au rămas sub autoritatea lui Alexandru.
Alexandru a fost, la fel ca și frații săi Edgar și David, un rege pios. El a fost responsabil pentru mai multe contrucții la Scone și Inchcolm. Capelanul mamei sale, Thugot, a fost numit episcop de Saint Andrews în 1107, probabil la ordinul lui Alexandru.

### David I al Scoției

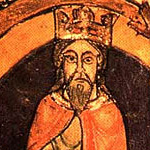
David I al Scoției

Când fratele lui David, Alexandru I al Scoției, a murit în 1124, David a preluat regatul Scoției, cu ajutorul lui Henric I. El a fost forțat să se angajeze în lupta împotriva rivalului și nepotului său, Malcolm, fiul lui Alexandru. Se pare că luptele au durat timp de zece ani, implicând distrugerea regiunii Óengus. Victoria lui David a permis extinderea controlului asupra regiunilor îndepărtate. După moartea lui Henric I, David a susținut pretențiile fiicei lui Henric și a propriei sale nepoate, Matilda, la tronul Angliei. În acest proces, el a intrat în conflict cu regele Ștefan al Angliei și a fost capabil să-și extindă puterea în nordul Angliei, în ciuda înfrângerii lui în Bătălia de la Standard din 1138.

### Malcolm al IV-lea al Scoției

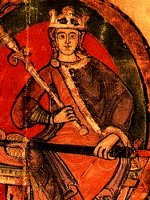
Malcolm al IV-lea al Scoției

Ca rege nou și tânăr, Malcolm a înfruntat provocările de la vecinii săi, Somerled, regele de Argyll, Fergus Lord de Galloway și Henric al II-lea al Angliei.
Malcolm nu a fost doar rege al Scoției ci și moștenitorul titlului englez de Conte de Northumbria, titlu pe care tatăl și bunicul său l-au câștigat în timpul războaielor dintre Ștefan al Angliei și Împărăteasa Matilda. Malcolm a acordat Northumbria fratelui său, William, păstrând Cumbria pentru el. În timp ce Malcolm întârzia să plătească omagiu lui Henric al II-lea al Angliei pentru bunurile sale în împărăția lui Henric, a făcut acest lucru abia în 1157 la Castelul Peveril în Derbyshire, și mai târziu la Chester. Aici, Henric a refuzat ca Malcolm să păstreze Cumbria (regiunea care era feuda regatului englez) și ca William să păstreze Northumbria, dar în schimb a acordat titlul al domeniului Huntingdon lui Malcolm, pentru care acesta plătise omagiu.
După o a doua întâlnire între Malcolm și Henric la Carlisle în 1158, aceștia s-au întors fără să fi devenit prieteni buni și astfel, regele Scoției nu deținea încă titlul de cavaler. În 1159, Malcolm l-a însoțit pe Henric în Franța, ajutându-l în asediul din Toulouse, unde a primit în cele din urmă rangul de cavaler.

### William I al Scoției

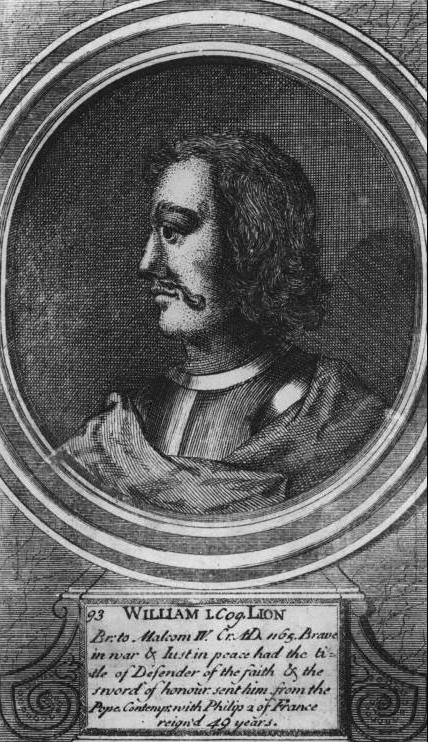
William I al Scoției

Spre deosebire de fratele său religios și fragil, William a fost puternic și încăpățânat. El a fost un monarh eficace a cărui domnie a fost marcată de încercările sale nefaste de a recâștiga controlul regiunii Northumbria de la normanzi.
William a fost nepotul lui David I al Scoției. El a moștenit, de asemenea, titlul de Conte de Northumbria în 1152 de la tatăl său, Henric al Scoției. Cu toate acestea, el a trebuit să predea acest titlu regelui Henric al II-lea al Angliei, în 1157. Acest lucru i-a cauzat probleme mai ales după ce a devenit rege, acesta petrecându-și mult timp încercând să-și recâștige titlul.
William a fost un jucător-cheie în revolta din 1173 - 1174 împotriva lui Henric al II-lea. În 1174, în bătălia de la Alnwick, în timpul unui raid în sprijinul revoltei, William le-a stigat trupelor engleze: Acum vom vedea care dintre noi este un cavaler bun!. El a fost capturat de trupele lui Henric conduse de Ranulf de Glanvill și a fost dus în lanțuri la Newcastle, apoi la Northampton, iar apoi transferat la Falaise în Normandia. Henric a trimis apoi o armată în Scoția și a ocupat țara. Ca răscumpărare și pentru a-și recapata regatul, William a trebuit să-l recunoască pe Henric ca superior al său și să fie de acord să plătească pentru costul de ocupare a armatei engleze, punând impozite scoțienilor. Biserica din Scoția a fost, de asemenea, supusă celei din Anglia. Acest lucru a fost făcut prin semnarea Tratatului de la Falaise, apoi William a fost lăsat să se întoarcă în Scoția. În 1175, el a jurat fidelitate în fața lui Henric al II-lea la Castelul York.
Tratatul de la Falaise a rămas în vigoare pentru următorii 15 ani. Apoi, Richard Inimă de Leu, care avea nevoie de bani pentru a lua parte la a treia cruciadă, a fost de acord să-l rezilieze în schimbul sumei de 10.000 de mărci de argint, la data de 5 decembrie 1189.
În ciuda recâștigării independenței a scoțienilor, relațiile anglo-scoțiene au rămas tensionate în primul deceniu al secolului al XIII-lea. În august 1209, regele Ioan al Angliei a decis să-și strângă armata engleză și să pornească într-un marș spre Norham (lângă Berwick), în scopul de a exploata conducerea monarhului scoțian. Promițându-i o sumă mare de bani, William a fost de acord cu dificultate să-și căsătorească fiica cu un nobil englez, iar când tratatul a fost reînnoit în 1212, Ioan a pus mâna pe singurul moștenitor legitim supraviețuitor al lui William, Alexandru, care avea să se căsătorească cu fiica sa.

### Alexandru al II-lea al Scoției

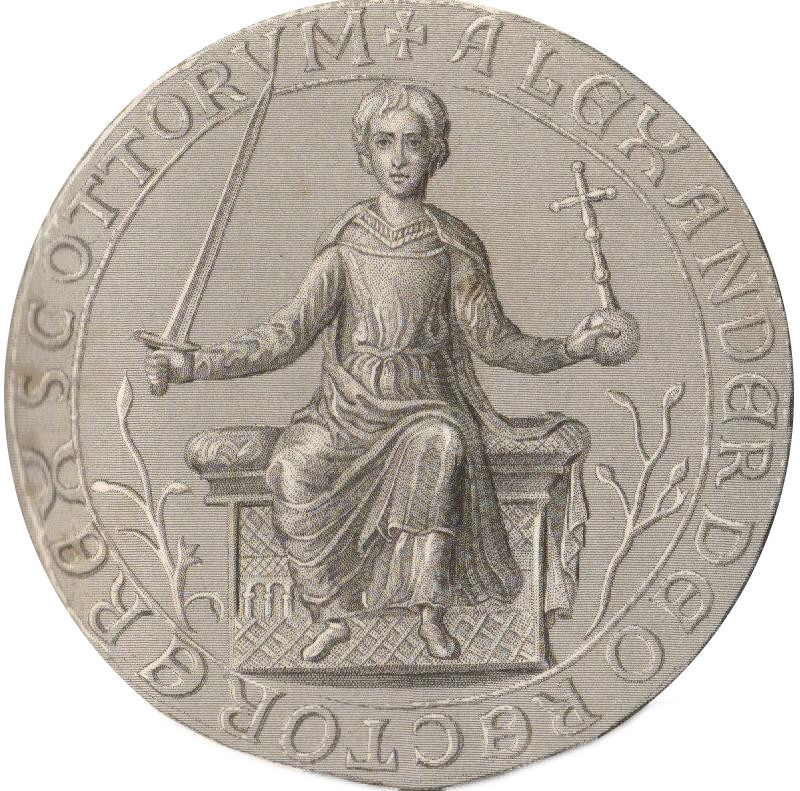
Alexandru al II-lea al Scoției

În 1215, la un an după aderarea sa, clanurile Meic Uilleim și MacHeths, dușmani înverșunați ai coroanei scoțiene, au intrat în revoltă însă forțele loialiste au înăbușit rapid insurecția. În același an, Alexandru s-a alăturat baronilor englezi în lupta lor împotriva lui Ioan al Angliei și a condus o armată în Regatul Angliei pentru a suporta cauza lor. Această acțiune a dus la devastarea nordului de către forțele lui Ioan.
Forțele scoțiene au ajuns pe coasta de sud a Angliei, la portul Dover unde în septembrie 1216, Alexandru a adus omagiu pretendentului prinț Ludovic al Franței pentru terenurile sale în Anglia, ales de către baroni pentru a-l înlocui pe regele Ioan. După moartea lui Ioan, Papa și aristocrația engleză și-a schimbat loialitatea către fiul său în vârstă de nouă ani, Henric, forțându-i pe francezi și pe armatele scoțiene să se întoarcă acasă.
Pacea dintre Henric al III-lea al Angiei, prințul francez și Alexandru a fost încheiată prin Tratatul de la Kingston, pe 12 septembrie 1217. Diplomația a consolidat și mai mult reconcilierea prin căsătoria lui Alexandru cu sora lui Henric, Ioana a Angliei, pe 18 sau 25 iunie 1221.
Forțele regale au zdrobit o revoltă în Galloway în 1235. Cele două regate scoțiene și engleze și-au stabilit disputele în 1237, prin Tratatul de la York, care a definit granița dintre cele două regate, în vest fiind Solway Firth iar în este fiind gura de vărsare a râului Tweed.
Alexandru a încercat să-l convingă pe Ewen, fiul lui Duncan, Lord de Argyll, să rupă alianța sa cu Haakon al IV-lea al Norvegiei. Când Ewen a respins aceste încercări, Alexandru a încercat să plece spre el pentru a-l obliga însă pe drum s-a îmbolnăvit de febră, în Insula Kerrera, în Inner Hebrides. A murit acolo în 1249 și a fost îngropat la Abația Melrose, Roxburghshire. Singurul lui fiu legitim conceput cu cea de-a doua sa soție, Alexandru al III-lea, l-a succedat ca rege al Scoției. El a avut o fiică bastardă, Marjorie, care s-a căsătorit cu Sir Alan Durward, Justițiar al Scoției și nu au avut copii.

### Alexandru al III-lea al Scoției

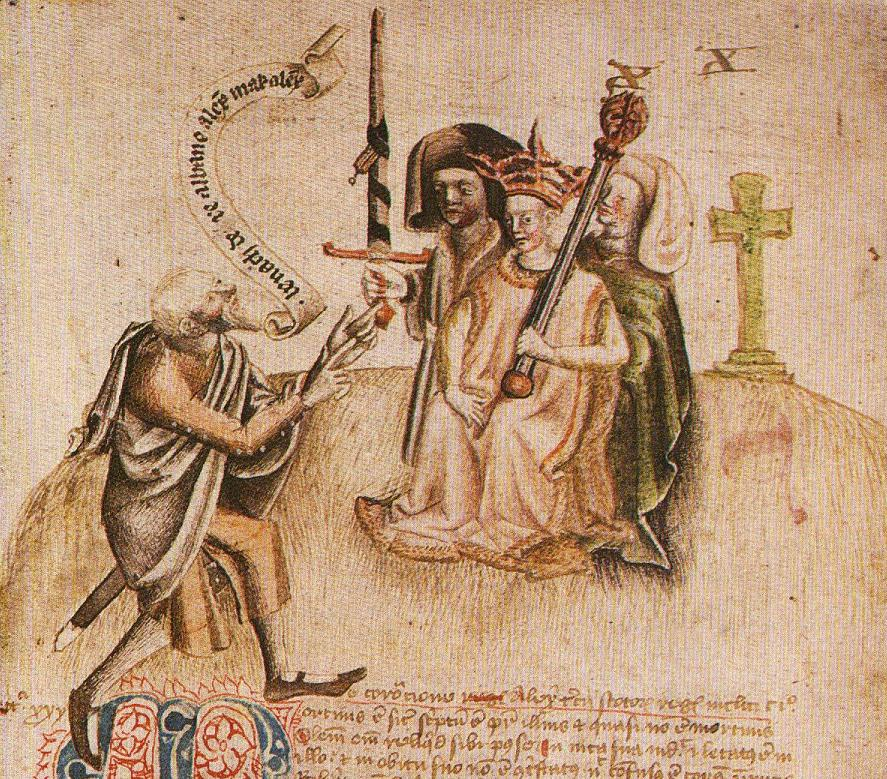
Alexandru al III-lea al Scoției

Tatăl lui Alexandru a murit pe 8 iulie 1249 iar el a devenit rege la vârsta de șapte ani, fiind încoronat la Score pe 13 iulie 1249. În anii minorității sale a înfruntat lupte pentru controlul afacerilor între cele două părți rivale, una condusă de Walter Comyn, Conte de Menteith, iar cealaltă de Alan Dunward, Justiciar de Scoția. Cel dintâi a dominat primii ai ai domniei lui Alexandru. La căsătoria sa cu Margareta a Angliei în 1251, Henric al III-lea al Angliei a profitat de oportunitatea de a cere omagiu de la ginerele său pentru regatul scoțian, dar Alexandru nu a respectat tratatul. În 1255, o întâlnire între regii englezi și scoțieni de la Kelso l-a adus pe Dunward și pe susținătorii acestuia învingători în fața lui Menteith.
La atingerea majoratului (la vârsta de 21 de ani), în 1262, Alexandru și-a declarat intenția de a relua proiectele de pe Insulele de Vest, fiind întrerupte cu 30 de ani în urmă de la moartea tatălui său. El a depus o cerere formală în fața regelui norvegian Haakon, însă acesta a respins cererea iar anul următor a răspuns printr-o invazie formidabilă. Navigând în jurul coastei de vest a Scoției, el a oprit pe Insula Arran unde au început negocierile. Alexandru a prelungit discuțiile până când furtunile de toamnă trebuiau să înceapă. Haakon, obosit de atâta întârziere, a atacat, întâlnindu-se cu o furtună teribilă care a deteriorat foarte multe din navele sale. Bătălia de la Larges (octombrie 1263) s-a dovedit a fi indecisă, dar chiar și așa, poziția lui Haakon rămânea fără speranță. Uimit, el s-a întors acasă și a murit la Orkney pe 15 decembrie 1263. Insulele erau acum la dispoziția lui Alexandru iar în 1266, succesorul lui Haakon a încheiat Tratatul de la Perth, prin care ceda Insula Man și Insulele de Vest până la Scoția, în schimbul unei plăți. Norvegia a păstrat doar Orkney și Shetland.
Spre sfârșitul domniei lui Alexandru, moartea celor trei copii ai săi la câțiva ani după ce s-au născut a creat problema succesiunii. În 1284 el a recunoscut-o ca moștenitoare pe nepoata lui, Margareta, Fecioara Norvegiei. Nevoia unui moștenitor de sex masculin l-a determinat să contracteze o a doua căsătorie cu Yolande de Dreux pe 1 noiembrie 1285.
Moartea subită a regelui a spulberat toate șansele pentru un moștenitor. Alexandru a murit căzând de pe cal în timp ce călărea pentru a o vizita pe regină în Regatul File, pe 18 martie 1286. Pentru că Alexandru nu a avut copii supraviețuitori, moștenitorul tronului era copilul încă nenăscut al reginei Yolande. Când sarcina Yolandei s-a încheiat cu un avort spontan, nepoata lui Alexandru, Margareta a devenit moștenitoarea tronului. Margareta a murit fără să fie încoronată, în drum spre Scoția, în 1290.